# 안티오코스 5세 에우파토르
안티오코스 5세 에우파토르(Αντίοχος Ε' Ευπάτωρ, 기원전 173년~기원전 161년)는 셀레우코스 제국의 지배자였다.
그는 단지 9세에 왕위를 계승하였는데 그의 아버지 안티오코스 4세 에피파네스가 페르시아에서 사망하였기 때문이다. 어린 왕을 위한 섭정은 리시아스 장군으로 그는 에피파네스의 임명에 의해 시리아를 책임지고 있었다. 리시아스는 그러나 다른 장군들에게 심각하게 도전받았고 그리하여 그의 통치는 불확실한 상황이었다.
설상가상으로 로마 원로원이 셀레우쿠스 4세의 아들이며 왕좌에 권리 있는 상속자인 드미트리우스를 볼모로 보호하였고 그를 풀어주겠다는 협박으로 원로원은 셀레우코스 정부를 쉽게 제어할 수 있었다.
그리고 곧 리시아스와 함께 살해당했다.
| 전임 안티오코스 4세 | 제9대 셀레우코스 왕 기원전 164년 - 기원전 162년 | 후임 데메트리오스 1세 |